# Fédération nationale des Jaunes de France

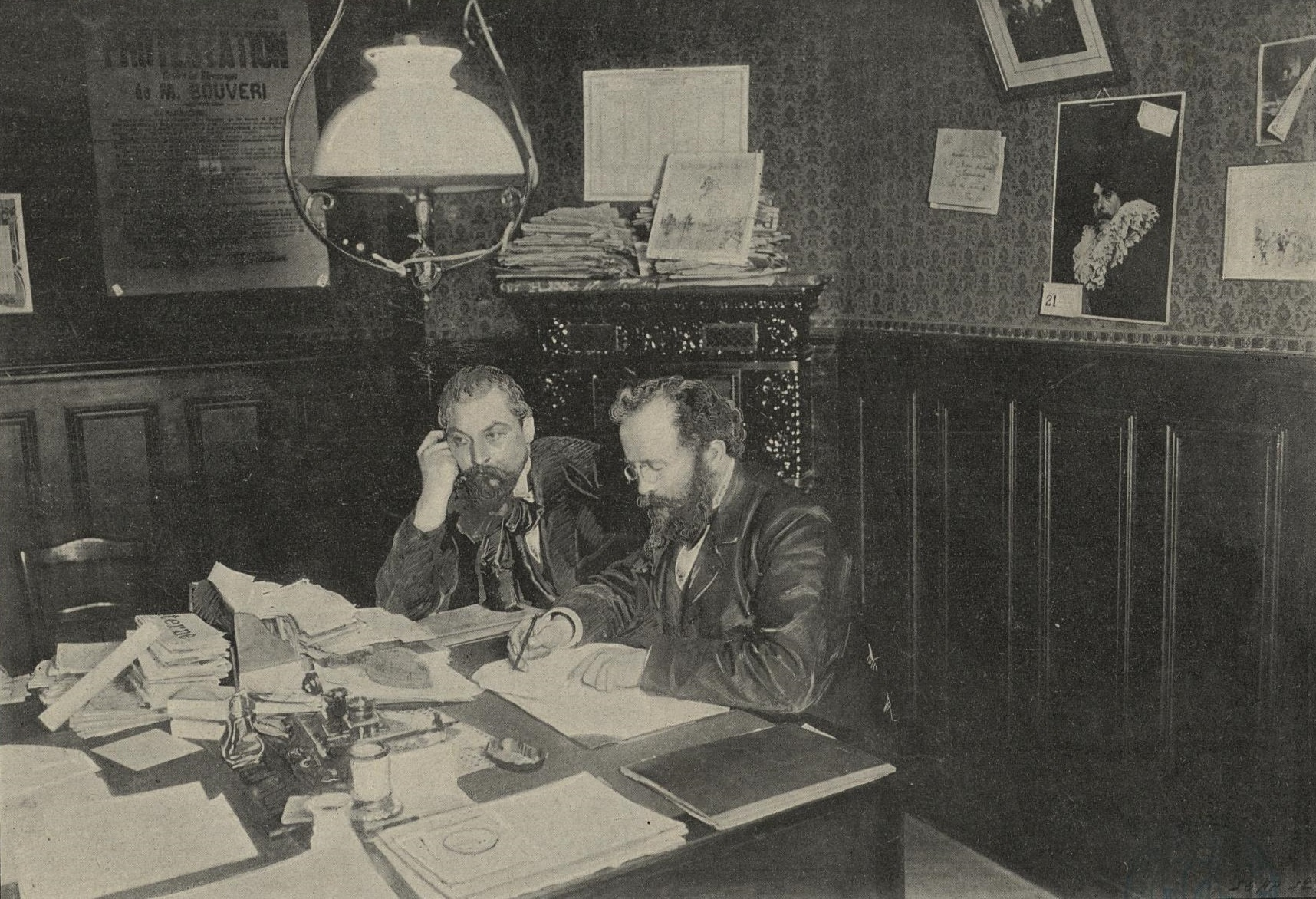
Biétry und Lanoir

Die Fédération nationale des Jaunes de France (Nationaler Verband der Gelben in Frankreich) war eine vor dem Ersten Weltkrieg bestehende gelbe Gewerkschaft. Unter diesem Begriff werden Gewerkschaften eingeordnet, die sich entgegen der allgemeinen gewerkschaftlichen Tendenz eher als rechtsgerichtet oder liberal verstehen. Sie bestand von 1901 bis 1912.

## Geschichte
Die von Pierre Biétry nach seiner Trennung von Paul Lanoir gegründete Gewerkschaft ist Teil der Geschichte des gelben Syndikalismus, den sie zu vereinen versuchte, während sie gleichzeitig eine Ideologie der Klassenzusammenarbeit und einen starken Antisemitismus entwickelte. Diese Organisation versuchte, sich gegen die Confédération générale du travail (CGT) zu stellen, erreichte aber nie deren Reichweite.
Im Jahr 1902 lautete ihr Motto Patrie, famille, travail (Vaterland, Familie, Arbeit). Diese Begriffe wurden in anderer Reihenfolge (Arbeit, Familie, Vaterland) 1882 von dem republikanischen Abgeordneten Sadi Carnot und ab 1933 von den Croix-de-Feu sowie der Parti social français verwendet. Das Vichy-Regime übernahm denselben Slogan am 10. Juli 1940.
Bereits ab 1908 bröckelte die Féderation auseinander; Teile radikalisierten sich unter Biétrys Führung, andere schlossen sich der CGT an. Biétry selbst wanderte nach Indochina aus. 1913 war die Bewegung vollständig aufgelöst.